# Municipio de Burlington (Illinois)
El municipio de Burlington (en inglés: Burlington Township) es un municipio ubicado en el condado de Kane en el estado estadounidense de Illinois. En el año 2010 tenía una población de 1921 habitantes y una densidad poblacional de 21,96 personas por km².

## Geografía
El municipio de Burlington se encuentra ubicado en las coordenadas 42°1′27″N 88°32′44″O / 42.02417, -88.54556. Según la Oficina del Censo de los Estados Unidos, el municipio tiene una superficie total de 87.49 km², de la cual 87,49 km² corresponden a tierra firme y (0 %) 0 km² es agua.

## Demografía
Según el censo de 2010, había 1921 personas residiendo en el municipio de Burlington. La densidad de población era de 21,96 hab./km². De los 1921 habitantes, el municipio de Burlington estaba compuesto por el 96,72 % blancos, el 0,05 % eran afroamericanos, el 0,16 % eran amerindios, el 0,62 % eran asiáticos, el 1,41 % eran de otras razas y el 1,04 % eran de una mezcla de razas. Del total de la población el 5,21 % eran hispanos o latinos de cualquier raza.